# Isländische Badekultur

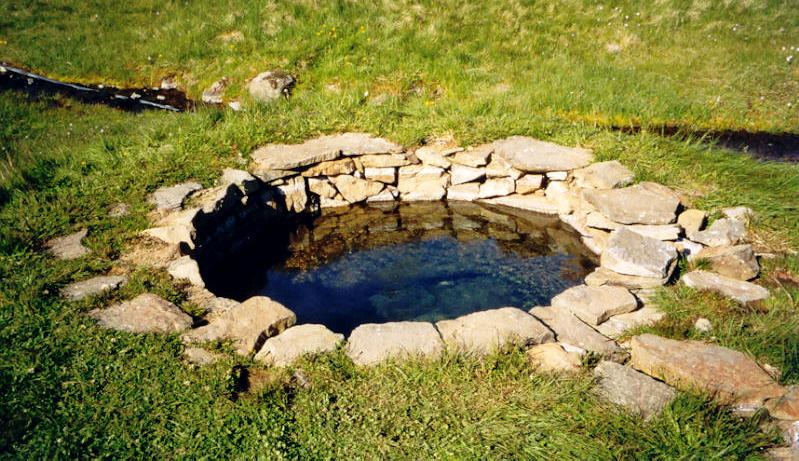
Die Quelle Gvendarlaug

Die isländische Badekultur ist ein wesentlicher Bestandteil der isländischen Kultur.

## Voraussetzungen
Aufgrund der vulkanischen Aktivitäten in Island gibt es eine Vielzahl heißer Quellen, die unter anderem dazu genutzt werden, Bäder zu beheizen.
Neben den heißen Quellen gibt es in Island 169 Bäder, von denen 138 geothermisch beheizt sind (Stand: 2010). Die meisten Bäder sind nicht überdacht.
In Island gehört Schwimmen verpflichtend zum Sportunterricht, sodass fast jeder Isländer schwimmen kann.

## Bedeutung und Besonderheiten
Der Besuch des Schwimmbads ist in der isländischen Kultur fest verankert, jährlich sind rund 1,6 Millionen Besucher in den isländischen Badeanstalten zu verzeichnen; das Schwimmbad ist ein wichtiger sozialer Treffpunkt.
Für Senioren ist der Eintritt frei.
Die Isländer mögen besonders heiße Bäder (über 36 °C), solche Hot Pots genannten Badegelegenheiten finden sich in fast allen Schwimmbädern und vielen Privathäusern.
Bereits im Mittelalter wurden heiße Quellen zum Baden benutzt, wovon die Sagas berichten. Erhaltene Quellen sind etwa Gvendarlaug in der Region Vestfirðir, Snorralaug in Reykholt oder Guðrúnarlaug in der Gemeinde Dalabyggð.
Der Besuch isländischer Badeeinrichtungen ist inzwischen auch von touristischer Bedeutung. Besonders bekannt sind die Bláa Lónið (deutsch Blaue Lagune) in der Nähe der isländischen Hauptstadt Reykjavík sowie Jarðböðin við Mývatn (engl. Mývatn Nature Baths) am Mývatn.